# NJ PBS
NJ PBS é uma rede de televisão estadual estadunidense sediada na cidade de Englewood, Nova Jersey. Pertence a New Jersey Public Broadcasting Authority, e é controlada pela Public Media NJ, organização sem fins lucrativos subsidiária da WNET.org, proprietária das emissoras irmãs membros da PBS para o mercado de Nova York, WNET (canal 13), licenciada para Newark, WLIW (canal 21), licenciada para Garden City, Nova York, e das afiliadas de baixa potência da First Nations Experience (FNX) licenciadas para a cidade de Nova York, WMBQ-CD (canal 46) e WNDT-CD (canal 14). É a rede membro da PBS para o estado de Nova Jersey. As operações da NJ PBS estão baseadas em Englewood, e seu estúdio principal está localizado no Gateway Center, em Newark. O controle mestre e algumas operações internas da rede são baseados nos estúdios da WNET no complexo Worldwide Plaza, no centro de Manhattan.

## História
Em 2008, funcionários da New Jersey Network pediram, ao Legislativo de Nova Jersey, permissão para explorar a possibilidade de tornar a NJN uma organização independente sem fins lucrativos. Nesse cenário, as licenças da NJN teriam sido transferidas para o braço de arrecadação de fundos da rede, a NJN Foundation. No entanto, em 6 de junho de 2011, o então governador de Nova Jersey, Chris Christie, que prometeu encerrar a radiodifusão pública financiada pelo estado quando assumiu o cargo em 2010, anunciou um acordo para transferir o controle da rede de televisão NJN para a WNET. Como parte do acordo, a WNET.org criou a Public Media NJ, uma organização sem fins lucrativos separada, com sede em New Jersey, para controlar as emissoras.
De acordo com os termos do acordo, a NJPBA manteria as licenças, mas terceirizaria as operações das emissoras para a Public Media NJ por cinco anos, com duas opções adicionais de cinco anos renováveis. A Public Media NJ receberia financiamento da Corporation for Public Broadcasting (CPB) e todos os recursos relacionados às operações técnicas anteriores da NJN. A medida foi rejeitada pela assembleia estadual em 23 de junho de 2011. O senado estadual, no entanto, aprovou a resolução em 27 de junho, permitindo que a Public Media NJ assumisse as operações de televisão da NJN, conforme programado para 1º de julho de 2011. A rede foi relançada como NJTV, e todos os apoiadores da NJN automaticamente se tornaram apoiadores da NJTV. O primeiro programa a ser exibido na NJTV foi The Charlie Rose Show (talk show produzido por sua emissora irmã WNET).
Em 26 de julho de 2011, a NJTV anunciou uma parceria com a Foundation for New Jersey Public Broadcasting (anteriormente a NJN Foundation) para financiar e criar conjuntamente uma programação adicional de relações públicas. A fundação e a NJTV fundiram-se em setembro de 2012.
Em 24 de fevereiro de 2021, a NJTV foi renomeada para NJ PBS, adaptando-se à recomendação de branding da PBS para suas afiliadas de 2019.

## Programas
Além de exibir a programação nacional da PBS e da American Public Television, a NJ PBS produz e/ou exibe os seguintes programas locais:
- Chat Box: Jornalístico, com David Cruz;
- Drive By Story: História, com Ken Magos;
- NJ Spotlight News: Telejornal, com Briana Vannozzi;
- One on One: Jornalístico, com Steve Adubato;
- Reporters Roundtable: Jornalístico, com David Cruz;
- State of Affairs: Relações públicas, com Steve Adubato;
- State of The Arts: Arte e música;
- Think Thank: Jornalístico, com Steve Adubato;
- Treasures of New Jersey: História;

Outros programas compuseram a grade da emissora, e foram descontinuados:
- ¿Que Pasa NJ?
- American Songbook at NJPAC
- Caucus New Jersey
- Classroom Close-up NJ
- Driving Jersey
- Due Process
- Here's the Story
- In Your Neighborhood
- Life's Third Age
- Life & Living
- New Jersey Capitol Report
- NJ Business Beat
- NJ Today
- NJTV Learning Live
- NJTV News
- On the Record
- Pasta & Politics
- Pathway to Success
- The Global Classroom
- This is South Jersey
- Urban Conversion

### Relações públicas
A Caucus Educational Corporation (CEC), uma produtora sem fins lucrativos de programas de relações públicas com foco em Nova Jersey, está sob contrato com a Public Media NJ e a WNET para fornecer programação própria para a NJ PBS. A CEC produz State of Affairs e One on One with Steve Adubato, ambos apresentados por Steve Adubato. A CEC também produziu o New Jersey Capitol Report, que terminou após sete anos de sua estreia, em março de 2017.

### Jornalismo
Na inauguração da NJTV, a rede lançou o NJ Today, um telejornal de meia hora que substituiu o NJN News e foi exibido nos horários da semana anterior às 18h, 19h30 e 23h. Foi originalmente apresentado pelo âncora da WNET, Rafael Pi Roman. Mais tarde, Mike Schneider assumiu o telejornal. O programa foi renomeado para NJTV News em 4 de novembro de 2013. Em 12 de junho de 2014, Schneider anunciou sua aposentadoria como âncora no NJTV News e foi substituído pela jornalista Mary Alice Williams em 1º de julho. Williams deixou o programa em 13 de março de 2020 para ajudar a cuidar de parentes que estavam sofrendo de problemas de saúde, e anunciou no mês seguinte, em 27 de abril de 2020, que deixaria o cargo de âncora do NJTV News, sendo sucedida por Briana Vannozzi, que apresenta o telejornal desde 15 de março de 2020. Em 5 de outubro de 2020, a redação da NJTV se fundiu com o site de notícias de Nova Jersey, NJ Spotlight (adquirido pela WNET em 2019) e os telejornais foram renomeados como NJ Spotlight News.
O NJ Spotlight News é produzido no estúdio Agnes Varis, no Two Gateway Center, em Newark. O telejornal também é exibido na emissora irmã WNET e online via YouTube e no site da NJ PBS.

### Sorteios de loteria
Quando a NJN encerrou as atividades, nenhum sorteio da Loteria de Nova Jersey foi transmitido até 8 de setembro de 2011, quando foi exibido gravado. Antes disso, a Loteria de Nova Jersey não tinha outro meio para exibir qualquer um de seus sorteios ao vivo, exceto por meio de serviços de transmissão ao vivo online. A NJTV continuou exibindo os sorteios gravados até 1º de janeiro de 2013, quando os sorteios foram transferidos para duas emissoras de propriedade da CBS, a WLNY-TV e a WPSG-TV. De 2014 a 2020, os sorteios da loteria foram transmitidos ao vivo na WPIX e na WPHL-TV.

## Emissoras

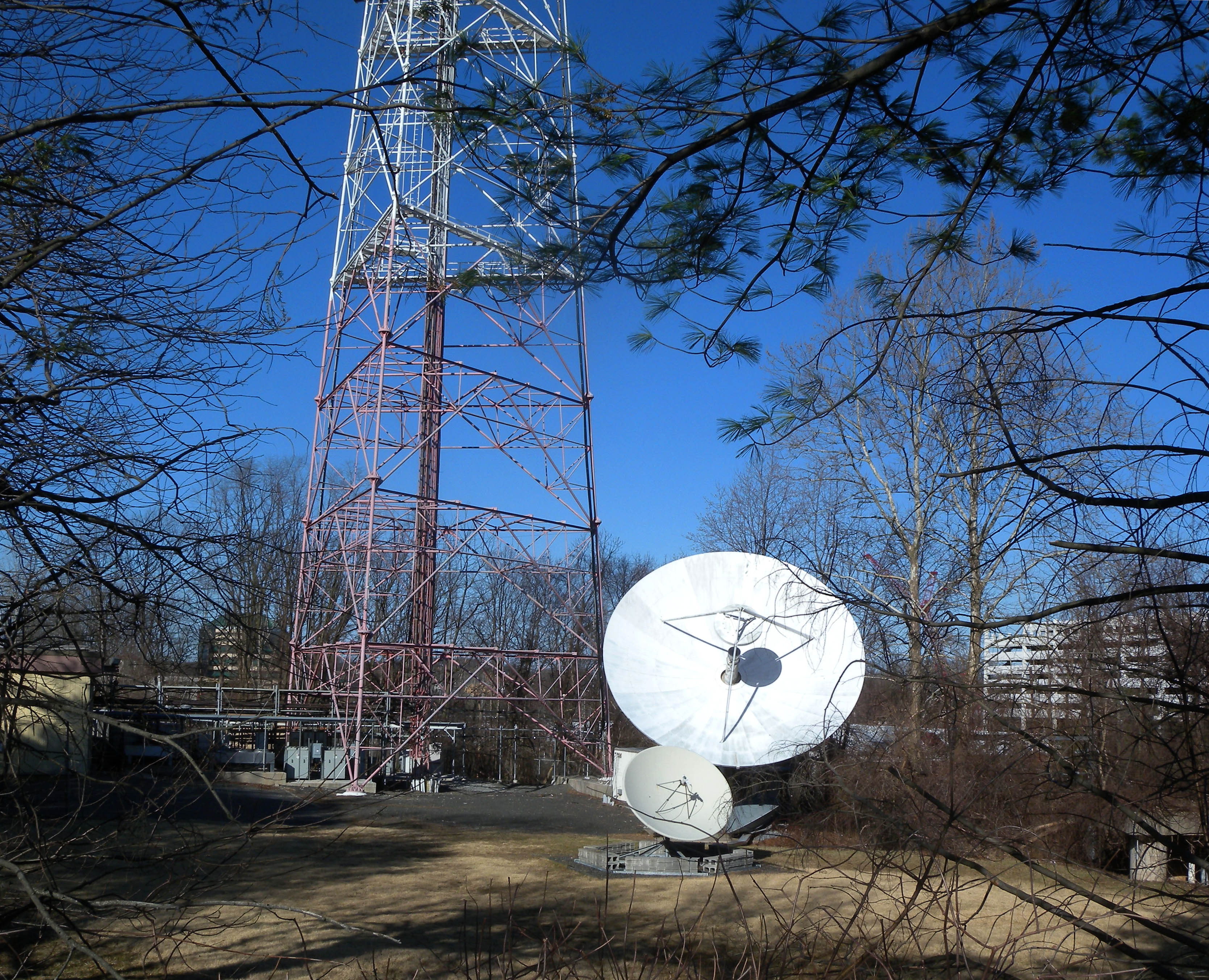
Transmissor da WNJN na Montclair State University.

| Prefixo  | Cidade de concessão | Canais                                 | Fundação                        | Significado do prefixo        | Coord. do transmissor       | Potência | Informação de licença |
| -------- | ------------------- | -------------------------------------- | ------------------------------- | ----------------------------- | --------------------------- | -------- | --------------------- |
| WNJB     | Novo Brunswick      | 58 (8 VHF) (compartilhado com a WNJN)  | 2 de junho de 1973 (51 anos)    | New Jersey Brunswick          | 40° 37' 17" N 74° 30' 14" O | 40.82 kW | CDB PDF               |
| WNJN1, 2 | Montclair           | 50 (8 VHF) (compartilhado com a WNJB)  | 2 de junho de 1973 (51 anos)    | New Jersey Network (ou North) | 40° 37' 17" N 74° 30' 14" O | 40.82 kW | CDB PDF               |
| WNJS     | Camden              | 23 (23 UHF) (compartilhado com a WNJT) | 23 de outubro de 1972 (52 anos) | New Jersey South              | 39° 43' 41" N 74° 50' 38" O | 197 kW   | CDB PDF               |
| WNJT1    | Trenton             | 52 (23 UHF) (compartilhado com a WNJS) | 5 de abril de 1971 (53 anos)    | New Jersey Trenton            | 39° 43' 41" N 74° 50' 38" O | 197 kW   | CDB PDF               |

## Retransmissoras
| Prefixo | Cidade de concessão | Canal | Emissora | Potência | Coord. do transmissor            |
| ------- | ------------------- | ----- | -------- | -------- | -------------------------------- |
| W27EC-D | Belvidere           | 27    | WNJB     | 1.5 kW   | 40° 46' 14.3" N 75° 03' 50.60" O |
| W29EV-D | Hackettstown        | 29    | WNJB     | 1.5 kW   | 40° 51' 08.1" N 74° 52' 22.5" O  |
| W23EX-D | Sussex              | 23    | WNJB     | 3.87 kW  | 41° 08' 37" N 74° 32' 17.0" O    |

## Sinal digital
| PSIP | Resolução de vídeo | Programação                           |
| ---- | ------------------ | ------------------------------------- |
| xx.1 | 1080i              | Programação principal da NJ PBS / PBS |
| xx.2 | 1080i              | NHK World                             |